# 中村鶴松 (2代目)
二代目 中村 鶴松（なかむら つるまつ、1995年 〈平成7年〉3月15日 - ）は、日本の歌舞伎役者、俳優。屋号は中村屋。定紋は角切銀杏。歌舞伎名跡 「中村鶴松」の当代。
本名は清水 大希（しみず だいき）。東京都出身。所属事務所はファーンウッド。

## 人物
- 一般家庭から歌舞伎界という厳しい道に進み芸道に精進。
- その努力が認められ、2021年八月歌舞伎では一般家庭出身の身で異例の抜擢を受け、歌舞伎座で主演を務めた。
- 勉学にも努力を惜しまず、東京都立白鴎高等学校を卒業したのち、早稲田大学文学部文学科演劇映像コースに進学し卒業[4][5]。大学受験の際には、センター試験英語全国一位。早稲田大学と慶應大学合計四学部受験し全て合格している。
- 影響を受けた芸人：明石家さんまさん 「勘三郎さんの追善興行のゲストに来てくださったときの、最初から最後まで笑わせ続ける姿、ゼロから笑いをつくりだす力に圧倒されました」と語っている[6]。
- 2022年6月には運営から主演、出演者のギャラ交渉など全てを1人で担う自主公演『鶴明会』を開催し、1日の単独公演で2000人を動員した。
- 愛称：鶴ちゃん、ツルマティ、大ちゃん
- 所属事務所：株式会社ファーンウッド
- 十八世中村勘三郎の部屋子となり、研鑽を積む。十八世の逝去後も六代目勘九郎・二代目七之助兄弟らとともに中村屋を盛り立て修行を重ねている。
- 立役と女形の双方、また異形や人外までこなす。
- 公称身長165cm・体重53kg・B型。将来演じたい役：『一本刀土俵入』茂兵衛、『道成寺』白拍子花子（※2009年当時）『春興鏡獅子』小姓弥生、『刺青奇偶』半太郎（※2015年当時）。好きな色：赤。好きな食べ物：お寿司、カレー。趣味：旅行、ボウリング[7]。

## 来歴
- 1995年3月15日、愛媛県松山市で生まれる
- 2000年5月、歌舞伎座『源氏物語』の茜の上弟、竹麿で子役として本名で出演。3歳で入った児童劇団からオーディションに合格しての参加であった[8]。
- 2002年10月、国立劇場・第230回公演『通し狂言 霊験亀山鉾』石井源次郎で国立劇場特別賞を受賞[注釈 1]。同年12月、歌舞伎座・昼の部、宗吾霊三百五十年『佐倉義民伝』宗吾長男・彦七で松竹社長賞を受賞[注釈 2]。2006年12月、十三夜会賞奨励賞を受賞[7][9]。
- 2005年5月、10歳で十八代目中村勘三郎の部屋子となり[4]、歌舞伎座『松竹百十周年記念 十八代目中村勘三郎襲名披露 五月大歌舞伎』に於いて、「菅原伝授手習鑑」車引の『舎人杉王丸』及び「弥栄芝居賑」猿若座芝居前の『中村座役者鶴松』及び「梅雨小袖昔八丈」髪結新三の『紙屋丁稚長松』の3役で「二代目中村鶴松」として初舞台、部屋子披露をした[10][1]。
- 2017年9月、早稲田大学を卒業[5][6]。
- 2018年2月、博多座・昼の部『磯異人館』の松岡十太夫娘加代 ほかで名題昇進。
- 2021年8月、歌舞伎座・第二部『真景累ヶ淵　豊志賀の死』歌舞伎座で初の主役・弟子新吉を勤める[11][12][13][14][15]。
- 2023年10月、重要無形文化財（総合認定／第十六次）に認定され「伝統歌舞伎保存会」会員となる[16][17]。

## 主な出演

### 本名での出演期
- 2000年5月 - 歌舞伎座『源氏物語』竹麿役
- 『源平布引滝　義賢最期・実盛物語』小万倅太郎吉 役（2000年6月・2003年5月・同年12月）[注釈 3][注釈 4][注釈 5]
- 『義経千本桜　碇知盛』銀平娘お安実は安徳帝 役（2001年4月・同年11月平成中村座試演会含む）[注釈 6][注釈 7]
- 2002年2月 - 博多座『神明恵和合取組（かみのめぐみ わごうの とりくみ）　め組の喧嘩』辰五郎伜又八 役[注釈 8]
- 2002年7月 - 大阪松竹座『倭仮名在原系図（やまとがな ありわらけいず）　蘭平物狂』蘭平一子繁蔵 役[注釈 9]
- 2002年10月 - 国立劇場『霊験亀山鉾』石井源次郎 役
- 2002年12月 - 歌舞伎座『佐倉義民伝』宗吾長男・彦七 役
- 2003年8月 - 『野田版 鼠小僧』孫さん太 役
- 2003年10月 - 平成中村座 『通し狂言 加賀見山再岩藤（かがみやま ごにちの いわふじ）』の志賀市（鳥居又助の盲目の弟）役[注釈 10]
- 『伽羅先代萩（めいぼく せんだいはぎ）』政岡一子千松 役（2004年3月・同年11月）[注釈 11][注釈 12]
- 2004年6月 - 歌舞伎座『菅原伝授手習鑑　寺子屋』松王一子小太郎 役[注釈 13]
- 2005年3月 - 歌舞伎座『鰯賣戀曳網』禿 役[注釈 14]
- 2005年4月 - 歌舞伎座『籠釣瓶花街酔醒（かごつるべ さとの えいざめ）』小按摩 清市 役[注釈 15]

### 部屋子披露以降
- 2005年5月 - 歌舞伎座『菅原伝授手習鑑』車引の舎人杉王丸 役[3]／『弥栄芝居賑』猿若座芝居前の中村座役者鶴松 役／『梅雨小袖昔八丈』髪結新三の紙屋丁稚長松 役[10]
- 『春興鏡獅子』胡蝶の精 役（2006年1月・2007年1月・2013年8月）[18][19][注釈 16][注釈 17][注釈 18]
- 2008年10月 - 平成中村座『仮名手本忠臣蔵』大星力弥 役
- 2010年2月 - 歌舞伎座『籠釣瓶花街酔醒』兵庫屋初菊 役[20]
- 2010年10月 - 大阪平成中村座『紅葉狩』山神 役[21]
- 『平家女護島　俊寛』海女千鳥 役（2010年10月大阪中村座・2011年10月鹿児島県硫黄島）
- 2012年5月 - 平成中村座『志賀山三番叟』千歳 役（※哲パパと最後の共演）[22]
- 2014年6月 - シアターコクーン『三人吉三』伝吉娘おとせ 役
- 2014年10月 - 歌舞伎座『鰯賣戀曳網』傾城乱菊 役
- 『高坏』太郎冠者（2015年4-5月中村座・2019年4月金丸座）
- 2015年7月 - 新橋演舞場・歌舞伎NEXT『阿弖流為（アテルイ）』翔連通 役[23]
- 2016年1月 - 新春浅草歌舞伎『毛抜』小野左衛門息女錦の前 役
- 2016年8月 - 歌舞伎座『土蜘』 卜部勘解由季武 役
- 2017年8月 - 歌舞伎座・八月納涼歌舞伎『東海道中膝栗毛 歌舞伎座捕物帖』瀬之川伊之助門人亀松 役

### 大学卒業以降(2017年10月より)
- 2018年6-7月 - 平成中村座スペイン公演『連獅子』狂言師左近後に仔獅子の精 役
- 2018年8月 - 歌舞伎座・八月納涼歌舞伎『東海道中膝栗毛』三毛猫 役
- 2018年9月 - 歌舞伎座『幽玄』獅子の精 役
- 2018年10月 - 歌舞伎座「芸術祭十月大歌舞伎 十八世中村勘三郎七回忌追善」『三人吉三巴白浪』夜鷹おとせ 役／『宮島のだんまり』息女照姫 役[24]
- 2018年11月 - 平成中村座
- 2018年12月 - 歌舞伎座・十二月大歌舞伎『お染の七役』丁稚久太 役
- 2019年1月 - 新春浅草歌舞伎『源平布引滝 義賢最期』御台葵御前 役
- 2019年3月 - 中村七之助特別舞踊公演2019 『汐汲』海女苅藻（あまみるめ） 役[25]
- 2019年4月 - 四国こんぴら歌舞伎『義経千本桜 すし屋』お里 役ほか
- 2019年6月 - 歌舞伎座・三谷かぶき『月光露針路日本_風雲児たち』見習い水主（かこ）藤蔵 役
- 2019年8月 - 八月納涼歌舞伎
- 2019年9月 - 南座『東海道四谷怪談』伊藤喜兵衛孫お梅 役
- 2019年10月 - 中村勘九郎　中村七之助錦秋特別公演2019　『三ツ面子守』
- 2019年11月 - 平成中村座小倉城公演
- 2019年12月 - 新橋演舞場『風の谷のナウシカ』王女ラステル 役ほか
- 2020年1月 - 歌舞伎座・初春大歌舞伎
- 2020年12月 - 歌舞伎座・十二月大歌舞伎『傾城反魂香』通称:吃又　土佐修理之助 役
- 2021年1月 - 歌舞伎座・初春大歌舞伎『壽浅草柱建』喜瀬川亀鶴 役
- 2021年2月 - 歌舞伎座・二月大歌舞伎『連獅子』法華の僧蓮念 役
- 2021年3月 - 歌舞伎座・三月大歌舞伎『猿若江戸の初櫓』
- 2021年4月 - 中村勘九郎　中村七之助春暁特別公演『操り三番叟』
- 2021年5月 - シアターコクーン『夏祭浪花鑑』遊女琴浦 役
- 2021年6月 - 信州・まつもと大歌舞伎『夏祭浪花鑑』遊女琴浦 役
- 2021年7月 - 市川弘太郎の会
- 2021年8月 - 歌舞伎座・八月花形歌舞伎『真景累ヶ淵　豊志賀の死』弟子新吉 役[11][15]／『仇ゆめ』新造 役[14]
- 2021年10月 - 中村勘九郎　中村七之助錦秋特別公演『トークショー』『浦島』
- 2021年11月 - 赤坂大歌舞伎
- 2021年12月 - 歌舞伎座・十二月大歌舞伎『ぢいさんばあさん』久弥妻きく
- 2022年1月 - 歌舞伎座『祝春元禄花見踊』
- 2022年2月 - シアターコクーン『天日坊』　高窓太夫
- 2022年3月 - 中村勘九郎　中村七之助　春暁特別公演2022
- 2022年4月 - 太宰府天満宮舞踊公演『連獅子』子獅子
- 2022年6月 - 中村鶴松自主公演『鶴明会』
- 2022年8月 - 納涼八月歌舞伎
- 2023年8月 - KAAT神奈川芸術劇場他 KAATキッズ・プログラム2023『くるみ割り人形外伝』[26]

### テレビドラマ
- 心霊内科医 稲生知性（2023年3月28日 - 3月31日、フジテレビ）- 稲生の助手・高橋守 役
- 心霊内科医 稲生知性2（2023年12月27日 - 12月30日、フジテレビ） - 稲生の助手・高橋守 役